# Thoko Didiza
Angela Thoko Didiza (sinh ngày 2 tháng 6 năm 1965)  là một chính trị gia người Nam Phi hiện đang giữ chức Bộ trưởng Nông nghiệp, Cải cách ruộng đất và Phát triển nông thôn. Thoko Didiza giữ chức Bộ trưởng Bộ Nông nghiệp và Đất đai từ ngày 17 tháng 6 năm 1999 đến ngày 22 tháng 5 năm 2006 và sau đó bà giữ chức Bộ trưởng Bộ Công chính từ ngày 22 tháng 5 năm 2006 đến ngày 25 tháng 9 năm 2008.
Didiza được sinh ra ở thành phố Durban và có bằng Cử nhân về Nghệ thuật (với chứng chỉ xuất sắc) về lĩnh vực chính trị. Cô đã kết hôn và có năm đứa con.
Sau khi Tổng thống Nam Phi Thabo Mbeki từ chức vào tháng 9 năm 2008, Thoko Didiza là một trong mười bộ trưởng nội các đã đệ đơn từ chức vào ngày 23 tháng 9, mặc dù sau đó Thoko Didiza đã tuyên bố rằng bà có thể sẵn sàng ở lại vị trí làm việc của mình.
Vào ngày 20 tháng 6 năm 2016, Đại hội Dân tộc Phi (ANC) đã thông báo rằng Thoko Didiza sẽ là ứng cử viên thị trưởng của họ cho Thành phố Tshwane trong cuộc bầu cử thành phố năm 2016 sắp tới. Thông báo này đã gây ra một làn sóng bạo loạn ở Thành phố Tshwane chống lại việc bổ nhiệm của Thoko Didiza dẫn đến cái chết của 5 người và việc bắt giữ thêm 40 người nữa.